# Maison Chapot
La maison Chapot était un édifice situé à Falaise, dans le département français du Calvados, en France.

## Localisation
Le monument était situé 41 rue Saint-Gervais.

## Historique
Le pavillon daté du XVIe siècle était situé dans le jardin.
L'édifice est inscrit au titre des Monuments historiques depuis le 21 juin 1927.
Il est détruit pendant les bombardements de la Bataille de Normandie qui détruisent les deux tiers de la ville.